# Березовая Гора (Берёзовский район)
Березовая Гора — деревня в Берёзовском районе Пермского края. Входит в состав Сосновского сельского поселения.

## Географическое положение
Деревня расположена на правом берегу реки Барда, немногим выше места, где она принимает приток Сая, к северо-востоку от райцентра, села Берёзовка.

## Население
| 2010 |
| ---- |
| 53   |

## Топографические карты
- Лист карты O-40-80. Масштаб: 1 : 100 000. Указать дату выпуска/состояния местности.